# Den saksiske have
Den saksiske have (polsk: Ogród Saski) er den ældste offentlige have i Warszawa. Den ligger i centrum af den polske hovedstad, lige ved Piłsudskipladsen, og er 15,5 hektar stor. Haven blev anlagt mod slutningen af 1600-tallet og åbnede for offentligheden i 1727 som en af verdens første offentlige haver.
Af de vigtigste arkitektoniske elementer i parken kan nævnes barokskulpturer, en empirisk fontæne, Vandtårnet, Den ukendte soldats grav samt Det blå palads. I parken fandtes også Stålporten, Orangeriet og Det saksiske palads, som alle blev ødelagt under 2. verdenskrig. Der har tidligere været fremsat planer om at genopføre Det saksiske palads, og i 2018 præsenterede præsident Duda en genopbygningsplan.

## Historie
Den saksiske have blev anlagt mod slutningen af det 17. århundrede af kong August 2. som en paladshave i fransk stil. Den 27. maj 1727 blev den åbnet for alle indbyggerne i Warszawa, og blev da en offentlig park før Versailles (1791), Pavlovsk, Peterhof og Sommerhaven (1918), Villa d’Este (1920), Kuskovo (1939), Stourhead (1946), Sissinghurst (1967), Stowe (1990), Vaux-le-Vicomte (1990'erne) og flere andre verdenskendte parker og haver.
I 1748 byggede August 3. et operahus (operalnia) i haven som Polens første fritstående bygning som kun var beregnet til opera. Efter færdiggørelsen af Det saksiske palads blev paladsområdet inkorporeret i parken. I det 19. århundrede blev haven omformet til en park i engelsk stil. I 1940'erne, under den tyske besættelse, blev den vestlige del af parken delt af Marszałkowskagaden. Parktræerne overlevede delvis Warszawaopstanden, men alle de arkitektoniske elementer gik tabt. Efter 2. verdenskrig blev parken genoprettet, skønt overfladen blev betydelig indskrænket.